# Zalaegerszeg
Zalaegerszeg (['zɒlɒ-ɜgɜr-sɜg]) este un oraș în Ungaria, reședința județului Zala și unul dintre cele 23 orașe cu statut de comitat ale țării.

## Demografie
Componența etnică a municipiului Zalaegerszeg
     Maghiari (96,04%)
     Romi (1,61%)
     Necunoscut (0,78%)
     Alții (1,57%)
Componența confesională a municipiului Zalaegerszeg
     Romano-catolici (53,47%)
     Fără religie (13,26%)
     Reformați (2,96%)
     Atei (1,31%)
     Luterani (1,09%)
     Necunoscută (27,68%)
     Alte religii (1,36%)
Conform recensământului din 2011, orașul Zalaegerszeg avea 58.398 de locuitori. Din punct de vedere etnic, majoritatea locuitorilor (96,04%) erau maghiari, cu o minoritate de romi (1,61%). Apartenența etnică nu este cunoscută în cazul a 0,78% din locuitori.  Din punct de vedere confesional, majoritatea locuitorilor (53,47%) erau romano-catolici, existând și minorități de persoane fără religie (13,26%), reformați (2,96%), atei (1,31%) și luterani (1,09%). Pentru 27,68% din locuitori nu este cunoscută apartenența confesională.